# 装甲騎兵ボトムズ CRIMSON EYES
『装甲騎兵ボトムズ CRIMSON EYES』（そうこうきへいボトムズ クリムゾンアイズ）は、杉村麦太による日本の漫画作品。『チャンピオンRED』（秋田書店）にて2008年6月号から2009年7月号まで連載、全2巻。
アニメ『装甲騎兵ボトムズ』の世界を扱った漫画作品だが、主人公がATを操縦する少女という既存のシリーズには存在しなかったシチェーションとなっている。また、『青の騎士ベルゼルガ物語』と同じくバトリングをストーリーの主軸に据えており、作中には趣向を凝らした格闘武器を装備したバトリング用ATが登場した。尚、作品中ではギルガメスとバララントの名称は使用されておらず「銀河を二分する二つの星間軍事同盟」としか説明されていない。

## あらすじ
軍事政権と反政府ゲリラの内戦が続く惑星クラビウス。ある日、ゲリラの拠点に爆弾付きの首輪を身につけた少女レッカがやってきた。彼女の訪問と時を同じくして、ゲリラの拠点に攻勢をかける政府軍だが、レッカの活躍で撃破されてしまう。その後、政府軍の司令官に首輪を外させたレッカは首都で行われるバトリング大会「グランデュエロ」への出場を目指して旅立つ。彼女の目的は兄であるクラビウスの大統領サグートを殺すことだった。

## 登場人物

### 主人公と関係者
レッカ・バロウ
本編の主人公。自分や仲間を裏切った兄サグートを殺すために「グランデュエロ」への出場を目指して旅をしている。右肩に孤児院に収容された時に付けられた番号の刺青がある。ATの操縦技術は並より上程度だが、サグートから教えられた戦術とバトリングで培ってきた技術を駆使して幾つもの戦いを生き延びていく。かつて仲間だったゲリラ達を誤って殺害してしまったことによる罪悪感を持ち続け、サグートを倒すことで贖罪としようとしていたが、レキセルやハリラヤ、バシリッサとの戦いの中でそうした想いは徐々に影を潜めていく。バララントの侵攻の中でサグートの真意を悟り、最終話以降はバララント進駐軍への叛乱に身を投じる。
サグート・プロクロス
クラビウス共和国の大統領であり、レッカの兄。苗字は異なるが、血の繋がった実の兄妹である。戦乱が続くクラビウスに彗星の如く現われ、各地の軍閥を瞬く間に平定して大統領となった。かつては反政府ゲリラの一員であったが、戦乱を収めるのは強大な力のみと判断して政府軍に寝返った。ATパイロットとしては圧倒的なまでの力量を持ち、そのカリスマ性は多くの人々から熱狂的に支持されている一方、強引な政策に反発する者も多く、反政府ゲリラや無法者達の跳梁を許してしまっている。外交手腕にもそれなりの力量を持ち、バララントからの支援を背景に政権を維持していたが、内戦を収められないことに業を煮やしたバララントから見捨てられた。最後はレッカを逃がし、押し寄せてくるバララントの大軍に突入して戦死した。
ハリラヤ
クエント人の女傭兵でATベルゼルガのパイロット。傭兵らしく契約と金勘定にシビアだが、契約者との約束は必ず果たす。戦いに喜びを見出す戦闘狂で、ATの操縦だけでなく自身も高い戦闘力を発揮する。レッカをライバル視するがバシリッサに敗北して左目を失う。最終話ではファッティー地上用をベースに改造したベルゼルガ・イミテイトに乗り込んでレッカと共に叛乱軍に参加していた。
バシリッサ
サグートを兄と呼んで慕う少女。出自は戦争孤児で、サグートの理想を信じてATのパイロットとなり、専用にカスタマイズされた黒いATに乗り込む。彼女の他にも、サグートは戦争孤児を子飼のAT操縦士として育成していたらしい。本編では僅かしか言及されていないが、OVA『ビッグバトル』に登場したラダァ・ニーヴァと同じ技術で改造が施されたバララント製PSであり、ATと自身を神経接続でリンクさせることが可能である。しかし、ラダァと同じくその情緒は極めて不安定なものとなり、サグートや自分の敵と認識した者は「最低（ドンゾコ）」と呼んで見境無く殺戮する凶暴性を持っている。また、サグートに狂的なまでの思慕を持つ故に極端な負けず嫌いとなっており、サグートの関心を集めるレッカに強烈な嫉妬心と憎悪を募らせた。専用ATの暴走で戦闘不能に陥り、レッカからの救いの手を取ろうとしたところをサグートに射殺された。
レキセル
政府軍の司令官で階級は少佐。戦場でもタキシードを着込んでいるが、女性。ヘビースモーカーで、常にタバコを手放さない。レッカとの戦いで重傷を負い、身体の左半分が機械化されたサイボーグとなった。かつて1個小隊のみで地方軍閥を全滅させたことがあり、指揮官としては優れた力量を持つ。自分を2度も負かしたレッカへの復讐心から「グランデュエロ」への出場を目論み、出場権獲得のためにレッカと組んでヘルマゴク一味とのバトリングに挑み、バトリングには勝利するも自身は死亡する。死に際、贖罪のために戦うレッカを諭し、彼女の心情に変化を与えた。
ランバート
反政府民兵組織「自由クラビウス」の一員。その正体は、戦争を長引かせるために星間軍事同盟（バララント）から送り込まれた密偵。首都陥落の混乱の最中、ハリラヤに殺害された。

## 登場AT
- 主人公・レッカは主に真紅のスコープドッグを使用しているが、これはもともと反政府ゲリラ「自由クラビウス」から拝借したもので第1話 - 3話、第9話 - 最終話で使用。外見は側頭部両側にウサギの耳の様な形状のブレードアンテナを装備する以外はノーマルのスコープドッグと大差無い。設定では通常のスコープドッグより機動性を強化されているが操作性・安定性が低下し高い操縦技術が要求される代物となっている。サグートとの決戦に挑む際左腕にベルゼルガ用パイルバンカー内蔵シールドを装備して防御力・格闘戦能力を強化したが操作性・機体バランスは更に悪化した。最終話冒頭で頭部を破壊された状態のままバララント軍特務急襲部隊「ハンターファング」と戦闘を行い、戦闘不能となった後廃棄された。エピローグ部分でも同様の改造を施した機体を使用している。
- サグート政権はバララントの支援を受けており政府軍のATは主にファッティー（地上用）と旧型ATブロッカーで構成されている。第1話でレキセルのみバララントの新型AT・チャビィー（地上用）を使用している。大統領サグートはOVA『ビッグバトル』に登場した高性能ATエクルビスを使用しているが、『ビッグバトル』版と違い左腕がアイアンクローではなく右腕と同様のノーマルマニピュレーター＆パイルバンカー装備となっている。
- また、バシリッサの機体（名称不明）は「黒い機体色」「縦長のセンサー」「アイアンクロー装備」と、『青の騎士ベルゼルガ物語』に登場した「シャドウフレア」を思わせる意匠が配置されている。
- 自由クラビウスをはじめとする反政府勢力はギルガメスの主力ATであるドッグタイプ（スコープドッグ等）を主力機として使用しているがギルガメス（メルキア本国等）が反政府軍を支援している描写は劇中には無い。
- 最終話で首都制圧作戦で降下したバララント軍はほぼ全て宇宙用ファッティーを使用していたが特務部隊ハンターファングはデュアルパイルバンカーを装備した宇宙用チャビィーを使用していた。

## 書誌情報
- 杉村麦太 『装甲騎兵ボトムズ CRIMSON EYES』 秋田書店〈チャンピオンREDコミックス〉、全2巻
  1. 2009年6月19日発売 ISBN 978-4-253-23431-3
  2. 2009年7月17日発売 ISBN 978-4-253-23432-0